# Бангладеш на Светском првенству у атлетици на отвореном 2015.
Бангладеш је учествовао на Светском првенству у атлетици на отвореном 2015. одржаном у Пекингу од 22. до 30. августа једанаести пут. Репрезентацију Бангладеша представљао је један такмичар који се такмичио у трци на 100 метара.
На овом првенству Бангладеш није освојио ниједну медаљу али је њихов атлетичар остварио најбољи лични резултат сезоне.

## Учесници
Мушкарци:
- Масбах Ахмед — 100 м

## Резултати

### Мушкарци
| Атлетичар    | Дисциплина | Лични рекорд | Предтакмичење | Предтакмичење | Квалификације        | Квалификације        | Полуфинале           | Полуфинале           | Финале               | Финале  | Детаљи |
| Атлетичар    | Дисциплина | Лични рекорд | Резултат      | Место         | Резултат             | Место                | Резултат             | Место                | Резултат             | Место   | Детаљи |
| ------------ | ---------- | ------------ | ------------- | ------------- | -------------------- | -------------------- | -------------------- | -------------------- | -------------------- | ------- | ------ |
| Масбах Ахмед | 100 м      | 10,99        | 11,13 ЛРС     | 7. гр 3       | Није се квалификовао | Није се квалификовао | Није се квалификовао | Није се квалификовао | Није се квалификовао | 61 / 70 |        |